# Apogonichthys landoni
Apogonichthys landoni és una espècie de peix pertanyent a la família dels apogònids. És un peix marí, pelàgic-nerític i de clima tropical, que es troba al Pacífic occidental: les illes Filipines. És inofensiu per als humans.